# 吉田統彦
吉田 統彦（よしだ つねひこ、1974年11月14日 - ）は、日本の政治家、眼科医。博士（医学）。立憲民主党所属の元衆議院議員（3期）。

## 経歴
愛知県名古屋市港区出身。字は大樹（たいじゅ）。名古屋市立西築地小学校、東海中学校・高等学校卒業。1999年、名古屋大学医学部卒業。名古屋第二赤十字病院で研修医として初期研修を行う。2005年、 名古屋大学大学院医学系研究科修了、医学博士号を取得。厚生連昭和病院、東京医療センター感覚器センターを経て米国のジョンズ・ホプキンズ大学にて研究員を務める。
東京医療センター感覚器センター時代には日本人における滲出型加齢黄斑変性の原因遺伝子LOC387715とHTRA1を同定し、ジョンズ・ホプキンズ大学時代にはノーベル生理学・医学賞受賞者グレッグ・セメンザと共同研究し、論文を共著している。
2009年4月、河村たかしが衆議院議員を辞職し名古屋市長選挙に出馬。河村の転出に伴う愛知1区の後継候補として民主党愛知県連が擁立に動いていたが、党本部の意向により愛知県議会議員の佐藤夕子が後継に選ばれた。その後比例単独候補に推挙され、同年8月に行われた第45回衆議院議員総選挙に比例東海ブロック単独37位で出馬し、初当選した。
衆議院議員初当選後、2010年からは地元名古屋市で医師として国立病院機構名古屋医療センター、名鉄病院で定期的な診療を行う。また同年より不定期ながら名古屋市休日急病センターで休日夜間診療も行っており、現在まで一貫して担当している。
2010年9月、名古屋市長である河村たかしが進めるリコールに反発する市議会最大会派・民主党市議団が河村の対抗馬として名古屋市長選への擁立を模索するも、「今後も国政の場で全身全霊をもって務める所存」との談話を発表し固辞している。
2011年、佐藤の民主党離党に伴い民主党愛知1区支部長に就任。
2012年12月の第46回衆議院議員総選挙に愛知1区より出馬したが、自由民主党の熊田裕通（新人・愛知県議出身）に敗れ落選した。
2014年12月の第47回衆議院議員総選挙にも愛知1区より出馬したが、熊田に敗れ落選。
2016年3月、民進党が結成される。吉田は同党愛知1区支部長に就任。

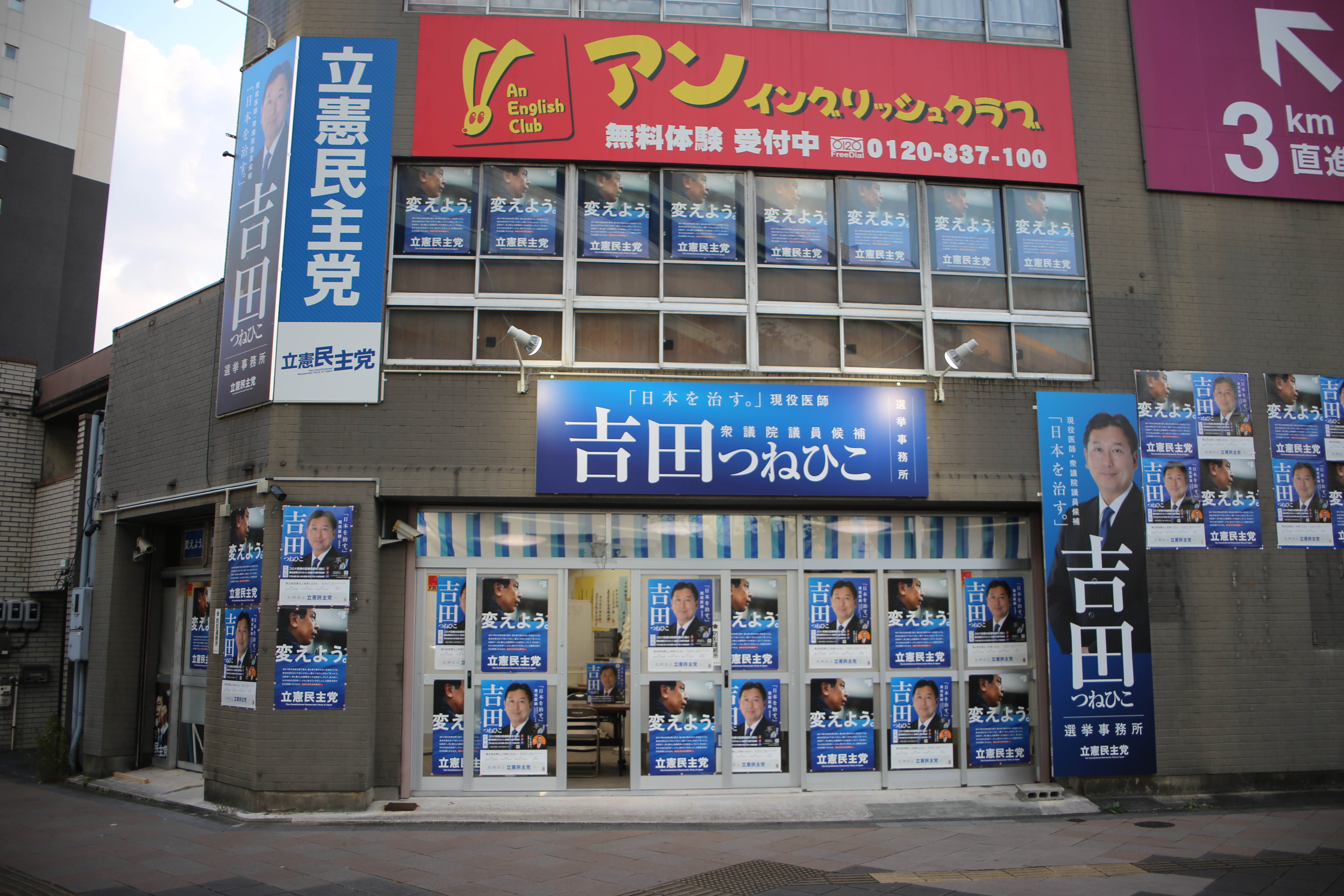
第49回衆院選の吉田の選挙事務所（2021年10月）

2017年9月28日、衆議院が解散。民進党は希望の党に合流する方針を決定。しかし希望の党は河村たかしの要請を受け、10月3日に佐藤夕子の擁立を発表した。10月4日、吉田は立憲民主党からの出馬を決意。日本共産党が候補者を取り下げ野党共闘で吉田を事実上支援する中、10月22日に行われた第48回衆議院議員総選挙においては、佐藤との間で票が大きく割れたが（吉田：57,780票、佐藤：48,633票）、比例復活で当選した。
2019年より名古屋市北区のあじま眼科クリニックで院長を務める。2021年現在も衆議院議員を務めるかたわら、現場の医師として診療を行っている。
2021年10月31日の第49回衆議院議員総選挙に立憲民主党公認で立候補。熊田に敗れるも、比例復活で3期目の当選を果たした。枝野幸男代表の辞任に伴う代表選挙（11月30日実施）では泉健太の推薦人に名を連ねた。
2024年9月に行われた立憲民主党代表選挙でも泉健太の推薦人に名を連ねた。
同年10月27日に行われた第50回衆議院議員総選挙では、日本保守党公認で出馬した河村に敗れ2位で落選し、比例復活もならなかった。

## 政策・主張

### 憲法
- 憲法改正について、2017年、2021年のアンケートで「どちらかといえば賛成」と回答[19][20]。

- 9条改憲について、2017年の中日新聞社のアンケートで「反対」と回答[21]。9条への自衛隊の明記について、2021年のNHKのアンケートで「反対」と回答[22]。

- 改正すべき項目として「環境権に関する条項を新設する」「プライバシー権に関する条項を新設する」「知る権利に関する条項を新設する」「地方公共団体の権限強化を明記する」「首相の解散権に制約を加える」と主張[23]。

### ジェンダー
- 選択的夫婦別姓制度の導入について、2014年のアンケートでは「どちらかといえば賛成」と回答[24]。2017年のアンケートでは「どちらとも言えない」と回答[19]。2021年のアンケートでは「どちらかといえば賛成」と回答[20]。

- 同性婚を可能とする法改正について、2021年のアンケートでは「賛成」と回答[22]。

- 「LGBTなど性的少数者をめぐる理解増進法案を早期に成立させるべきか」との問題提起に対し、「どちらかといえば賛成」と回答[20]。

- クオータ制の導入について、2021年のアンケートで「賛成」と回答[22]。

### その他
- 原子力発電所の再稼働問題について、2017年の中日新聞社のアンケートで「2030年代に原発ゼロにするべき」と回答[21]。

- 「原子力発電への依存度について今後どうするべきか」との問題提起に対し、「ゼロにすべき」と回答[22]。

- コロナ危機 以前より議員定数および歳費の大幅な削減を求めているが[25]、コロナ危機以降、国会議員は自らの歳費を半額、賞与を全額返納すれば約100億円となることから[26]、これを経済対策に充てるべきと主張しており[27]、2020年4月の内閣委員会では、西村康稔経済再生相に歳費の返納への所感を求め、西村から「合意ができれば、なされれば、それに従ってもう進んで返納したい」との答弁を引き出している[28]。

- 受動喫煙防止を目的に飲食店等の建物内を原則禁煙とする健康増進法改正に賛成[29]。

- マンガ・アニメ・ゲーム等の創作物の表現の自由について「一定の条件の下に法令でさらに規制すべき」と回答 [30]。

## 人物
- 細胞が酸素の欠乏した環境に適応することを可能にするHIF-1（低酸素誘導因子）を発見し、2019年にウィリアム・ケリン、ピーター・ラトクリフとともにノーベル生理学・医学賞を受賞したグレッグ・セメンザは、吉田がメリーランド州のジョンズ･ホプキンス大学のフェローであった際の共同研究者である。吉田はこのことを国会質問でもたびたび言及している[31]。
- 東京医療センター感覚器センター勤務時代に世界で初めて、日本人における滲出型加齢黄斑変性の原因遺伝子LOC387715とHTRA1を同定している[3]。
- ワクチン政策に明るく、また自身の医師としての経験から、安全で安心な国産ワクチンの開発に積極的に取り組んでいる[32]。
  - 名古屋第二赤十字病院における研修医時代に心拍250以上で来院した乳児の細菌性髄膜炎を診察及び救命したが、この乳児は重い後遺症を負った。本症例に関する学会発表をする中で、当時既に細菌性髄膜炎予防のヒブワクチンや小児用肺炎球菌ワクチンが世界には存在し、日本の遅れていたワクチン政策により、本症例のような子供が犠牲になっている事を知り、この経験も本人が政治家となる大きな要因となった[33]。また民主党政権でHibワクチンや小児用肺炎球菌ワクチンを定期接種に加えた立役者の一人である[32]。
  - コロナ危機にあっては、大阪大学大学院医学系研究科教授の森下竜一が創業したアンジェスなどが開発を進めるDNAプラスミドベースの新型コロナウイルスワクチンについて、森下自身が「抗体を作る力は弱いとされる。十分な抗体が確認できるかが一番の課題」と言及していることを踏まえ[34]、同社が開発するワクチンに対し厚生労働省のワクチン生産体制等緊急整備事業により93.8億円あまりの予算が計上された[35]ことが「他国の開発状況を見ても、通常あり得ない厚遇ぶり」だとし、国会で追及した[36]。
- コロナ対策としてはイベルメクチンの使用に積極的な主張を行っており、コンパッショネートユース制度による使用を検討すべきとしている[37]。
- ボランティアに精力的に取り組んでいる。
  - ジョンズ・ホプキンス大学時代には、エール大学のプログラム「Unite for sight」のプロフェッショナルボランティアとしてガーナ共和国のアクラとクマシを中心に診療と手術及び現地医師への指導を行っている[38]。
  - 衆議院議員当選以降は、水戸市の小沢眼科内科病院と協力して眼科医師のいない国であるキリバス共和国で診療と手術に携わり、直近では2017年および2018年に与那国島でボランティア診療を行なっている[39]。
  - 東日本大震災にあたっては、マイアミ大学バスコンパルマー眼研究所から慶應義塾大学医学部眼科教授の坪田一男と協力して、移動式眼科診療車両Vision Vanを緊急移送し、被災地域での眼科診療ボランティアにあたった（Mission Vision Van）。この経験を活かし、国産移動式眼科診療車両である日本版ビジョンバンの建造運営に携わった[40]。
- JR総連から組織推薦候補として支援を受けている[41]。

## 騒動
- 2017年11月、吉田が代表を務める「民進党愛知県第1区総支部」が、吉田の妻が所有する名古屋市北区にあるビルに事務所を置き、毎月約52万円を政治資金から家賃として妻に支出していたこと、2012年からの5年間で総額3250万円を支払っていたことが朝日新聞及び日本経済新聞により報道された[42][43]。
- 2018年に発覚した文部科学省汚職事件に関連し、吉田と羽田雄一郎参議院議員が贈賄側で逮捕された元会社役員による職員に対する接待に同席していたことが報じられた[44]。
- 2021年7月14日の衆議院内閣委員会での審議中、1時間半以上断続的にスマートフォンを操作し、カバンの通販サイトやラーメンの紹介サイトを閲覧していた。吉田は毎日新聞の取材に対し、「軽率な使用があったことに関して真摯（しんし）に反省し、更に我が身を律して活動にまい進いたします」と回答した[45]。
- 2024年6月7日、吉田が2020年から2022年の間に、自らが代表を務める党支部に計5000万円を寄付し、所得税の一部を控除される税優遇を受けていたことが報じられた。吉田は取材に対し、寄付したのは医師としての収入など国会議員の歳費以外の資金であり、適切な行為であると反論。記者団の質問には「質問は書面でください」と繰り返し、その場での説明を打ち切った[46]。報道を受け立憲民主党の泉健太代表は（派閥の政治資金パーティー収入の還流資金を寄付していた）自民党の議員と比べ、「（原資の）お金の性質が違う」と述べ吉田を擁護した一方[47]、「道義上どうなんだと取り沙汰される中で、議員ごとに散見される。ルールを作ることが必要だ」とも述べた[48]。

## 職歴
- 1999-2001 名古屋第二赤十字病院　研修医
- 2005-2006 厚生連昭和病院（現　江南厚生病院）　眼科医師
- 2006-2008 国立病院機構東京医療センター感覚器センター　眼科医師兼研究員
- 2008-2009 ジョンズ・ホプキンス大学　ウィルマー・アイ・インスティテュート　リサーチフェロー[49]

## 医師としての現職
- 日本眼科医国際医療協力会議　参与
- 昭和大学医学部客員教授（救急部）[49]
- 名古屋大学医学部非常勤講師（眼科学教室）[49]
- 愛知医科大学医学部客員教授[49]
- 日本抗加齢医学会評議員[49]
- 名古屋医療センター非常勤医師[49]
- 名鉄病院非常勤医師[49]
- 愛知学院大学歯学部眼科教授（非常勤）[49]
- 日本眼科医連盟　参与
- あじま眼科クリニック院長[49]

## 論文
- 吉田統彦，坂本泰二「日本人における加齢黄斑変性の遺伝的特徴」『あたらしい眼科』第24巻第12号、メディカル葵出版、2007年、1637-1639頁、NAID 10022616653。
- 吉田統彦，大川絢子，岡崎嘉樹，平岩貴志，羅錦營「急激な眼球突出で発症した小児眼窩膿瘍の一例」『眼科臨床紀要』第1巻第1号、眼科臨床紀要会、2008年、5-8頁、NAID 10024806139。
- 吉田統彦，溝田淳，田中稔，本田美樹，岩田岳「滲出型加齢黄斑変性(脈絡膜新生血管)におけるHTRA1遺伝子多型と両眼発症(平成19年度環境医学研究所プロジェクト研究成果報告書抄録)」『順天堂医学』第54巻第3号、2008年9月、391-392頁、NAID 110007125398。
- Tsunehiko Yoshida, Huafeng Zhang, Takeshi Iwase, Jikui Shen, Gregg L Semenza, Peter A Campochiaro (2010). “Digoxin inhibits retinal ischemia-induced HIF-1alpha expression and ocular neovascularization”. FASEB Journal (Baltimore, Maryland, USA: Johns Hopkins University School of Medicine) 24 (6):  1759-67. doi:10.1096/fj.09-145664. PMID 20065104. - 主著が吉田で、共著に2019年にノーベル生理学・医学賞を受賞したグレッグ・セメンザが含まれる。

## 所属していた団体・議員連盟
- 適切な医療を実現する医師国会議員連盟　幹事
- 民主党眼を守る議員連盟　事務局長
- 民主党先端科学技術研究会　事務局長
- 民主党ポルフェリン症を考える議員連盟　副幹事長
- 民主党高齢者福祉・介護施設を考える議員連盟　事務局次長
- 民主党国民の安心の医療を目指す民主党看護議員連盟　事務局次長
- 日本の味マグロと水産資源の持続的利用を考える議員連盟　事務局次長
- 民主党日本・カタール友好議員連盟　事務局次長
- 民主党日本・南アフリカ友好議員連盟　副会長
- 民主党日本・バングラデシュ友好議員連盟　常任幹事
- 民主党有床診療所を応援する議員連盟　幹事
- 正しい医療を実現する医師議員連盟　幹事
- 病院船建造推進超党派議員連盟　幹事
- 日本鋳造産業振興議員連盟　幹事
- 民主党ワイン産業振興議員連盟　幹事

## 選挙歴
| 当落 | 選挙                   | 執行日         | 年齢 | 選挙区           | 政党       | 得票数    | 得票率 | 定数 | 得票順位 /候補者数 | 政党内比例順位 /政党当選者数 |
| ---- | ---------------------- | -------------- | ---- | ---------------- | ---------- | --------- | ------ | ---- | ------------------ | ---------------------------- |
| 比当 | 第45回衆議院議員総選挙 | 2009年08月30日 | 34   | 比例東海ブロック | 民主党     | ーー票    | ーー   | 21   | /                  | 8/12                         |
| 落   | 第46回衆議院議員総選挙 | 2012年12月16日 | 38   | 愛知県第1区      | 民主党     | 3万6578票 | 19.29% | 1    | 3/4                | 20/4                         |
| 落   | 第47回衆議院議員総選挙 | 2014年12月14日 | 40   | 愛知県第1区      | 民主党     | 4万9230票 | 28.59% | 1    | 2/6                | 9/5                          |
| 比当 | 第48回衆議院議員総選挙 | 2017年10月22日 | 42   | 愛知県第1区      | 立憲民主党 | 5万7780票 | 31.97% | 1    | 2/3                | 1/4                          |
| 比当 | 第49回衆議院議員総選挙 | 2021年10月31日 | 46   | 愛知県第1区      | 立憲民主党 | 9万1707票 | 47.57% | 1    | 1/3                | 3/5                          |
| 落   | 第50回衆議院議員総選挙 | 2024年10月27日 | 49   | 愛知県第1区      | 立憲民主党 | 4万8304票 | 23.55% | 1    | 2/4                | 8/6                          |